# Voodoo Popeye
Раденко Стојановић (Београд, 1969), познатији под уметничким псеудонимом Voodoo Popeye, српски је репер, песник и књижевник. Током своје каријере објавио је шест студијских албума, три романа, збирку песама и збирку прича. Сарађивао је током каријере са великим бројем познатих музичара, имао наступе широм Србије и у свим другим бившим југословенским републикама.
Музичку каријеру започео је 1995. године, а истовремено објавио и збирку поезије Арго ембарго.
Вишеструко је награђиван за свој рад на пољу музике. Прва његова песма која је прешла милион прегледа на Јутјубу је била Није ти фазон. Током пандемије ковида 19, када је већи број држава у једном тренутку прогласио контумац за становнике, његова песма „Карантин” постала је поново популарна, 23 година од објављивања песме.

## Биографија и каријера
Рођен је 1969. године у Београду, где је завршио средњу трговачку школу.
Први контакт са Реп музиком имао је 1992. године, када је снимио први демо Сви у напад. Године 1995. године, избацује своје демо снимке, а исте године објавио је самостално збирку хаику поезије Арго ембарго. Први концерт у каријери одржао је 1996. године у Смедереву, а након тога опробао се као водитељ музичке емисије Репресија на радију Вожд.
Прве студијске песме — Отмичар и Карантин снима 1997. године и са њима се појављује на музичкој компилацији Црни је звук за сваки струк. Након гостовања на компилацији постаје познат широј јавности и добија своју прву музичку награду поводом 10 година постојања емисије То је само поп и рок. Једно време радио је као колумниста у дневним листовима Данас и Објектив.
Крајем 1997. године издаје свој први албум Voodoo Popeye под окриљем издавачке куће Комуна. На албуму су се нашле и песме са музичке компилације Црни је звук за сваки струк — Отмичар и Карантин. На албуму се укупно нашло дванаест песама, а на многима од њих искоришћена је музика из филма Валтер брани Сарајево, као и семплови песама британског састава The Stranglers, Продиџи, Фуџиз, Salt-N-Pepa и новосадског панк-рок бенда Атеист реп. На снимању албума имао је помоћ бројних београдских реп музичара, а диск је одмах по објављивању постао један од најбрже продаваних плоча у 1997. години.
Године 1998. радио је музику за филм Ухватите лопова, добио Оскар популарности, проглашен је за музичара године од стране Радија С , снимио спот за организацију Јазас, организације за борбу против сиде и песму Имамо идеју за компилацију фудбалске химне. Наредне, 1999. године гостовао је на албуму Не могу да се навикнем!, бенда Контрабанда, на песми Летећи циркус и радио музику за позоришну представу Шовинистичка фарса 4.
Појавио се у краткометражном филму 12 спратова телевизије, 2000. године, аутора Слободана Симојловића, а исте године објавио свој други албум Epopeye2, који је изашао под окриљем издавачке куће Комуна. На албуму се нашло двадесет и две песме, а на њему су гостовали Васил Хаџиманов, Шорти и многи други музичари.
Године 2001. глумио је поштара у хуманитарној представи Дисање и постао члан Удружења музичара џез и забавне музике.
Свој први роман Разгледнице из бумеранга издаје 2003. године под окриљем издавачке куће Ренде из Београда. Књига је доживела два издања и одличне критике
Године 2003. избацује трећи по реду албум Tubed Sellotape, такође за издавачку кућу Комуна. На албуму се нашло шеснаест песама. Исте године придружује се ОRCI, организацији за поштовање и бригу о животињама.
Четврти по реду албум под називом Sikter Feler издаје 2004. године под окриљем продукцијске куће Сити рекордс. На албуму се нашло седамнаест песама.
Године 2005. Voodoo Popeye је издао стрип Сакупљачи перја поново лете, и снимио је песму и спот Немој го у коприве. Године 2006. снима песме и спотове 10 заповести за антипиратску кампању и Ти си сам у дуету са Софијом Иванишевић, за албум Тајна, који је изашао под окриљем издавачке куће ПГП РТС. Исте, 2006. године формирао је бенд Сиктерфелерс, са којима уноси нови звук у старе и нове хитове. Године 2007. избацује свој пети албум Сви унутра, који објављује под окриљем издавачке куће ПГП РТС. На албуму се нашло шеснаест песама, на којима је гостовао велики број српских репера млађе генерације.
Након издавања албума Сви унутра, Voodoo Popeye 2007. је објавио комични филм Напад на станицу Експрес, који се бави обрадама народних и забавних песама. На филму су се поред њега и великог броја познатих личности појавили и Вања Булић, Ана Станић и Жика Миленковић. Филм је издат под окриљем издавачке куће Мегаком.
Године 2008. Voodoo Popeye издаје збирку приповедака Од појаса наниже под окриљем издавачке куће Лагуна.
Свој трећи роман Ледена завеса издаје 2011. године, где представља један период свог живота и причу о Земуну у којем је одрастао. Исте, 2011. године издаје збирку песама Није ти фазон, под окриљем издавачке куће НКЦ-Ниш.
Након седам година паузе, 19. маја 2014. године избацује албум TollUM, заједно са бендом Народни травари, под окриљем издавачке куће Multimedia music. На албуму се нашло дванаест песама, а у његовом стварању су учествовали Коста Коле Петровић, гитариста Зоран Петра Петровић, бубњар Марко Митровић, фронтмен групе Бјесови Зоран Маринковић и фронтмен групе Пресинг, Зоран Радовић Киза.
Године 2015. објавио је заједно са бендом Народни травари песму и спот, Лето је, спотове Ловачка прича и Идемо напред. Године 2018. објавио је песму Коса риђа и истоимени спот у режији и продукцији Марка Ковача, као и песму и спот Глума и лаж.

## Дискографија

### Албуми
- Voodoo Epopeye (1997), Комуна
- Epopeye2 (2000), Комуна
- Tubed Sellotape (2003), Комуна
- Сиктер фелер (2004), Сити рекордс
- Сви унутра (2007), ПГП РТС
- и Народни травари - Toolum (2014), Мултимедија рекордс
- Мантрикс (2020), Мултимедија рекордс
- Стереопороза (2024), Fidbox, MK Art Studio [21]

### Гостовање на албумима и компилацијама
- Вариоус - Црни је звук за сваки струк (1997), са песмама Отмичар и Карантин (Комуна)
- Вариоус - Фудбалске химне (1998), са песмом Имамо идеју (Метрополис)
- Нови закон - Реално и стално (2008), са песмом Да ли мислиш (Ammonite records)
- 4 елемента '- Елементарна непогода, са песмом Свој на своме (Rap Cartel, Tioli records)
- Скуби - Бонус траке (2009), са песмом 2100 (Царски рез)
- Вариоус - Милан Б. Поповић и Хронично неуморни (2015), са песмом Све ове године
- Вариоус - The best of heavy vol. 2 (2016), са песмом Удри по сентименту (Multimedia music)
- Вариоус - The best of hip hop vol. 1 (2016), са песмом Балкан бој (Multimedia music)
- Вариоус - The best of rock vol.3 (2016), са песмом Идемо напред (Multimedia music)

### Текст и ангажман
- Voodoo Epopoeye (1997), песма Катрин (Комуна)
- Вариоус - Црни је звук за сваки струк (1997), песме Отмичар и Карантин (Комуна)
- Xenia - Too hot too handle (1997), песма Нова жена (ПГП РТС)
- Epopoeye (2000), песма Popeye (Комуна)
- Tubed Sellotape (2003) Комуна
- Сиктер фелер (2004) Сити рекордс
- Софија - Тајна (2005), песма Ти си сам (ПГП РТС)
- Контрабанда - ČovekDržavaHandycam (2006), песма Облаци прашине
- Сви унутра (2007), песма Воајер ПГП РТС
- и Народни травари - Toolum (2014) (Multimedia music)

## Књиге
- Арго ембарго (1995)
- Разгледнице из бумеранга (2003) (Ренде)
- Скупљачи перја рано лете (2005) (Драслар партнер)
- Од појаса наниже (2008) (Лагуна)
- Ледена завеса (2011) (Мост арт)
- Није ти фазон (2012) (НКЦ-Ниш)